# Evibacus princeps
Evibacus princeps är en kräftdjursart som beskrevs av Smith 1869. Evibacus princeps ingår i släktet Evibacus och familjen Scyllaridae. IUCN kategoriserar arten globalt som livskraftig. Inga underarter finns listade i Catalogue of Life.